# Nézsa
Nézsa es un pueblo ubicado en el condado de Nógrád, Hungría.

## Superficie
Posee una superficie de 18,67 kilómetros cuadrados.

## Demografía
Hasta 2021 la población era de 1223 habitantes, con una densidad de población de 65,50 habitantes por kilómetro cuadrado.